# Kompostbeholder
 Denne artikel omhandler overvejende eller alene danske forhold. Hjælp gerne med at gøre artiklen mere almen.
En kompostbeholder (også kendt som Komposttønde) er en lukket beholder, der er velegnet til hurtig kompostering. Den holder fugten og temperaturen højere end en åben kompostbunke, og giver derved de mikroorganismer, svampe og små-dyr, der forsager komposteringen, bedre forhold og man opnår derved hurtigere kompostering. Den højere fugtighed, der gør mediet nærmest vådt, betyder dog at komposteringen bremses fuldstændigt, hvis der er frost nok til at fryse kompostmediet.
Beholderne er typisk også sikret således at skadedyr holdes ude, og derfor bruges de gerne til organisk husholdningsaffald (Men ikke nødvendigvis økologisk), som madrester, afskæringer fra tilberedning og mad der ikke er spiseligt længere, netop fordi det er begyndt at nedbryde allerede, altså rådne. Nogle gange omtalt som køkkenaffald, men dette udtryk betegner andre gange også indpakningsaffald m.m. Ved kompostering med rester fra køkkenet, skal man være opmærksom på, at der kan opnås så høje næringskoncentrationer, at det kan blive for meget for mange planter, selvom det er netop disse næringsstoffer der er fordelen i en køkkenkompost, da de i rette mængder er gode for alle planter. Derfor bør man blande komposten jævnt ud i havens bede eller med andet jord, hvis det ønskes brugt i eksempelvis potter. Man kan også opsøge råd om, hvor meget og hvilket haveaffald, der kan tilføres til køkkenkomposten, for at undgå de så voldsomme koncentrationer af de ellers gavnlige næringsstoffer. Industrielt, samt entusiaster i kompostering, vil ty til at isolere beholdere mod frost, for at sikre at komposteringen fortsætter i frostvejr. Da komposteringen i sig selv udleder overraskende meget varme, behøves der ikke store mængder isolering for at holde mediet frostfrit - komposteringen er i sig selv en centralvarme i beholderen, så længe den kan holdes i gang.
I udlandet kendes dette organiske affald som "Bio-waste" (dansk: Bio-affald), og i næsten alle lande er der kun tale om sortering til centraliserede komposterings anlæg gennem affaldssortering. Kompostbeholdere med kompostering af overskydende og affalds fødevare til husbehov findes sjældent i udlandet, selvom der klimamæssig er gode argumenter for at husholdninger komposterer eget køkkenaffald, og derved spare samfundet for resourcerne der er ved afhentning og behandling af køkkenaffaldet. Foruden at overflødiggøre behovet for køb af kunstgødning eller næringsholdig jord fra butikker.